# Andy Morrell
Andrew Jonathan Morrell, conosciuto principalmente come Andy Morrell (Doncaster, 28 settembre 1974) è un allenatore di calcio ed ex calciatore inglese, di ruolo attaccante.

## Carriera

### Giocatore
Dopo aver giocato in vari club dilettantistici a livello giovanile, nella stagione 1997-1998 gioca nei dilettanti del Newcastle Blue Star, club di Northern Football League (nona divisione inglese), mentre frequentava l'Università di Newcastle. Nell'estate del 1998 gli viene offerto un provino dal Wrexham, club di terza divisione, che successivamente decide di ingaggiarlo per la stagione 1998-1999, in cui Morrell gioca 7 partite, esordendo tra i professionisti. Nelle successive 3 stagioni continua a giocare in terza divisione, senza però mai venire impiegato con regolarità: totalizza infatti 57 presenze e 6 reti complessive; nella stagione 2002-2003, giocata in quarta divisione dopo la retrocessione dell'anno precedente, si impone come titolare, realizzando 34 reti in 45 presenze, grazie alle quali è capocannoniere del campionato (oltre che, in generale, il giocatore con più reti stagionali in tutti i campionati professionistici inglesi per la stagione 2002-2003). Grazie ai gol segnati in stagione, viene inserito nella Squadra dell'anno della PFA per la quarta divisione.
Grazie a questo exploit viene ingaggiato dal Coventry City, club di seconda divisione, con cui gioca per le successive 3 stagioni. La stagione più prolifica con gli Sky Blues è la prima, in cui segna 9 reti in 30 presenze: nelle stagioni 2005-2006 e 2006-2007, invece, pur giocando un buon numero di partite (34 presenze in campionato in ciascuna delle 2), segna solamente 8 reti complessive. Al termine della sua terza stagione nel club viene ceduto al Blackpool, con cui nella stagione 2006-2007 vince i play-off di Football League One, segnando 16 reti in 40 partite nel campionato di terza divisione (più un ulteriore gol in 3 presenze nei play-off); l'anno seguente va invece a segno per 5 volte in 38 presenze in seconda divisione. Tra il 2008 ed il 2010 gioca in quarta divisione con il Bury (73 presenze e 18 reti complessive in campionato): qui, nella stagione 2009-2010, conquista anche una promozione in terza divisione grazie al secondo posto in classifica in campionato.
Nell'estate del 2010 fa ritorno dopo 7 anni al Wrexham, nel frattempo retrocesso in National League (quinta divisione): qui, in 4 anni di permanenza, realizza 24 reti in 110 partite di campionato, arrivando così in totale a 234 presenze e 70 reti fra tutte le competizioni con la maglia del Wrexham.

### Allenatore
Inizia ad allenare nella stagione 2011-2012, al Wrexham, club di cui era ancora anche giocatore: ricopre il doppio incarico fino al termine della stagione 2013-2014, vincendo anche un FA Trophy, nella stagione 2012-2013. Nel febbraio del 2014 lascia il Wrexham (e contestualmente smette definitivamente di giocare) per diventare vice allenatore dello Shrewsbury Town, club di terza divisione, dove rimane fino al termine della stagione. Dall'inizio della stagione 2014-2015 fino al 7 febbraio 2018 allena il Tamworth, in National League South (sesta divisione): qui, riprende anche a giocare saltuariamente (28 presenze e 4 reti in 4 anni). Lascia poi il club per accasarsi al Redditch United, in Southern Football League (settima divisione): vi rimane fino al termine della stagione, giocando tra l'altro un'ulteriore partita di campionato, all'età di 44 anni. Nell'aprile del 2020 viene ingaggiato come allenatore dell'Hednesford Town, sempre nella medesima categoria, venendo però esonerato nell'ottobre dello stesso anno.

## Palmarès

### Giocatore

#### Competizioni nazionali
- FA Trophy: 1

Wrexham: 2012-2013

#### Individuale
- Squadra dell'anno della PFA: 1

2002-2003 (Division Three)

### Allenatore

#### Competizioni nazionali
- FA Trophy: 1

Wrexham: 2012-2013